# Суворовка (Бурлинский район)
Суворовка — упразднённое село в Бурлинском районе Алтайского края. Входило в состав Цветополинского сельсовета. Упразднено предположительно в 1950-х годах, так в 1965 г. в схеме районной планировки такое село уже не значилось.

## География
Село располагалось в 3,5 км к юго-востоку от села Цветополь.

## История
Село основано в 1912 году, немцами переселенцами из Причерноморья. До 1917 года меннонитское село Славгородской волости Барнаульского уезда Томской губернии. Меннонитская община Марковка. В 1926 г. создано семеноводческое и племенное товарищество, после отделение колхоза имени Жданова.

## Население[2]
| год     | 1926 |
| ------- | ---- |
| человек | 145  |